# Episodi di Loop

Logo

La prima stagione della serie televisiva Loop è stata interamente pubblicata su Prime Video il 3 aprile 2020.
| nº | Titolo originale | Titolo italiano   | Pubblicazione originale | Pubblicazione Italia |
| -- | ---------------- | ----------------- | ----------------------- | -------------------- |
| 1  | Loop             | Il Loop           | 3 aprile 2020           | 3 aprile 2020        |
| 2  | Transpose        | Trasposto         | 3 aprile 2020           | 3 aprile 2020        |
| 3  | Stasis           | Stasi             | 3 aprile 2020           | 3 aprile 2020        |
| 4  | Echo Sphere      | La sfera dell'eco | 3 aprile 2020           | 3 aprile 2020        |
| 5  | Control          | Controllo         | 3 aprile 2020           | 3 aprile 2020        |
| 6  | Parallel         | Parallelo         | 3 aprile 2020           | 3 aprile 2020        |
| 7  | Enemies          | Nemici            | 3 aprile 2020           | 3 aprile 2020        |
| 8  | Home             | Casa              | 3 aprile 2020           | 3 aprile 2020        |

## Il Loop
- Titolo originale: Loop
- Diretto da: Mark Romanek
- Scritto da: Nathaniel Halpern

### Trama
Loretta (Abby Ryder Fortson) torna a casa da scuola e scopre che la sua casa è sparita nel nulla: tutto ciò che rimane è un oggetto misterioso, che la madre Alma (Elektra Kilbey) aveva trafugato dal Loop, dove lavorava. Confusa e spaventata, Loretta si mette alla ricerca di Alma con l'aiuto del piccolo Cole (Duncan Joiner), incontrato per caso nei boschi. Intanto, la madre di Cole (Rebecca Hall) si ritrova a dover fare i conti con il suo passato.

## Trasposto
- Titolo originale: Transpose
- Diretto da: So Yong Kim
- Scritto da: Nathaniel Halpern

### Trama
Jakob (Daniel Zolghadri) è un liceale riservato, con la passione per il disegno ed un posto di lavoro assicurato al Loop; Danny (Tyler Barnhardt) viene da una famiglia disagiata, ma gode di una certa popolarità, soprattutto con le ragazze. I due amici sembrano essere molto affiatati, almeno fino a quando non si trovano l'uno nel corpo dell'altro.

## Stasi
- Titolo originale: Statis
- Diretto da: Dearbhla Walsh
- Scritto da: Nathaniel Halpern

### Trama
Durante un'uscita di pesca la giovane May (Nicole Law) trova uno strano oggetto dotato di interruttore, apparentemente rotto. Incuriosita, decide di portarlo con sé a casa per cercare di capire di cosa di tratti. Una volta recuperati i pezzi di ricambio e messo in funzione, la ragazza scopre che il marchingegno è in grado di fermare il tempo. Il giorno seguente decide di sperimentarlo in compagnia di Ethan (Danny Kang), conosciuto da poco, con cui sembra però avere un'intesa molto più forte che con il suo attuale ragazzo, Jakob. I due si godono a pieno la spensieratezza del primo amore nella solitudine della città sospesa nel tempo. Tuttavia, May deve presto arrendersi al fatto che non basta fermare il tempo per bloccare anche l'inevitabile evolversi della relazione.

## La sfera dell'eco
- Titolo originale: Echo Sphere
- Diretto da: Andrew Stanton
- Scritto da: Nathaniel Halpern

### Trama
Russ (Jonathan Pryce), fondatore del Loop, è molto legato al nipote Cole e ama trascorrere il poco tempo libero che ha in sua compagnia. Durante una passeggiata mostra al nipote una grande sfera cava, che è in grado di predire quanti anni restano ancora da vivere ad una persona in base al numero di volte in cui l'eco della sua voce rimbomba all'interno della struttura. L'entusiasmo del bambino per lo strano fenomeno si spegne nel momento in cui si rende conto che alla voce del nonno non segue alcun eco: Russ è malato e non gli restano che pochi giorni. Non passa molto tempo infatti che viene colto da un malore e portato d'urgenza in ospedale. Ma Cole non accetta che il nonno stia per morire, così tenta di intrufolarsi nella sede sotterranea del Loop, convinto di riuscire a trovare un modo per salvarlo.

## Controllo
- Titolo originale: Control
- Diretto da: Tim Mielants
- Scritto da: Nathaniel Halpern

### Trama
Da quando il figlio Danny è all'ospedale in coma, Ed (Dan Bakkedahl) è diventato sempre più ossessionato dall'idea di dover proteggere la sua famiglia. Una sera, dopo aver intravisto una figura che si aggirava davanti alla stanza della figlia (Alessandra de Sa Pereira) si convince che l'unico modo per garantire la sicurezza della casa sia quello di farsi giustizia da sé. Per fare questo Ed chiede un anticipo al suo capo ed acquista un robot demolitore che si muove a suo comando. Ben presto però vicini, forze dell'ordine e familiari iniziano a temere la potenziale pericolosità del robot se messo nelle mani sbagliate.

## Parallelo
- Titolo originale: Parallel
- Diretto da: Charlie McDowell
- Scritto da: Nathaniel Halpern

### Trama
La vita di Gaddis (Ato Essandoh) si divide tra il lavoro di guardiano del Loop e la passione per il birdwatching. Vive solo e non è interessato a conoscere nuove persone: l'unico per cui sembra avere occhi è un ragazzo attraente che suona il pianoforte, ritratto in una fotografia trovata per caso a bordo di un trattore abbandonato. Spinto da questo interesse prova a riparare il trattore, che però si guasta nuovamente subito dopo essere stato messo in moto. Deluso, decide di tornare a casa, ma con stupore al posto dei vicini trova una copia di se stesso in compagnia del ragazzo della fotografia, Alex (Jon Kortajarena). Mettendo in moto il trattore, Gaddis è stato catapultato in un universo parallelo, dove la sua controparte ha una relazione con l'uomo dei suoi sogni.

## Nemici
- Titolo originale: Enemies
- Diretto da: Ti West
- Scritto da: Nathaniel Halpern

### Trama
George (Emjay Anthony) da bambino ha subito un forte trauma in seguito ad un brutto scherzo giocatogli da due amici: è stato lasciato solo su un'isoletta, dove si diceva vivesse un mostro pericoloso. Il ragazzino riesce miracolosamente a scampare alla creatura grazie all'utilizzo di un taser, ma ci rimette il braccio destro, a causa del morso di un serpente. Questo non basta a far sbollire l'ira del padre, Russ, che impone al figlio di tenere segreta la vicenda. Ormai adulto, George (Paul Schneider) continua ad essere tormentato dagli incubi e decide che è arrivato il momento di scoprire la verità sull'identità del mostro.

## Casa
- Titolo originale: Home
- Diretto da: Jodie Foster
- Scritto da: Nathaniel Halpern

### Trama
Cole sente la mancanza del fratello maggiore, Jakob, da poco trasferitosi in città e sempre più freddo nei confronti della famiglia. Durante una visita nella nuova casa, Cole scopre il motivo che sta dietro a questo comportamento: Danny si trova nel corpo di Jakob, mentre il vero Jakob è imprigionato nel corpo di un robot che vive nella foresta. Cole riesce a rintracciare il fratello e dopo aver passato un po' di tempo con lui lo convince a seguirlo, fiducioso del fatto che la madre conosca un modo per farlo tornare nel suo vero corpo. I due si mettono in cammino, oltrepassano un ruscello ghiacciato, ma vengono bloccati da un robot che li attacca. Jakob riesce a vincere il duello, ma muore poco dopo per via di una ferita che causa il suo sfasciamento. Ormai solo sulla via del ritorno, Cole rimane incuriosito dal ruscello, che ora scorre liberamente, per poi apparire nuovamente ghiacciato una volta attraversato. Tornato a casa si reca subito al Loop, dove chiede al guardiano di chiamare la madre. Alla vista del figlio, Loretta si presenta incredula, oltre che notevolmente invecchiata: Cole è stato lontano da casa per anni.